# Horyhlady
Horyhlady (ukr. Горигляди) – wieś na Ukrainie, w rejonie czortkowskim, w obwodzie tarnopolskim, nad Dniestrem; liczy 1220 mieszkańców.
Za II Rzeczypospolitej do 1934 roku wieś stanowiła samodzielną gminę jednostkową w powiecie tłumackim w woj. stanisławowskim. W związku z reformą scaleniową została 1 sierpnia 1934 roku włączona do nowo utworzonej wiejskiej gminy zbiorowej Olesza w tymże powiecie i województwie. Po wojnie wieś weszła w struktury administracyjne Związku Radzieckiego.
Początkowo Horyhlady zachowały więzi rejonowe i obwodowe, lecz już w 1957 przyłączono je do obwodu tarnopolskiego; wieś jest położona w specyficznym zakolu Dniestru, czyli po przeciwnej stronie rzeki w porównaniu z pozostałymi sąsiednimi wsiami dawnej gminy, przez co jest fizycznie połączona z obwodem tarnopolskim.